# Behren-lès-Forbach
Behren-lès-Forbach este o comună franceză situată în departamentul Moselle, în regiunea Grand Est.

## Geografie

### Comune limitrofe
| Forbach  |  | Etzling  |
| Œting    |  | Kerbach  |
| Folkling |  | Bousbach |

### Hidrografie
Comuna este situată în bazinul hidrografic al Rinului, în cadrul bazinului Rin-Meuse. Este drenată de pârâul Lixing.
Pârâul Lixing, cu o lungime totală de 10,3 km, își are izvorul în comuna Folkling și se varsă în râul Saar la Grosbliederstroff, după ce traversează șase comune.

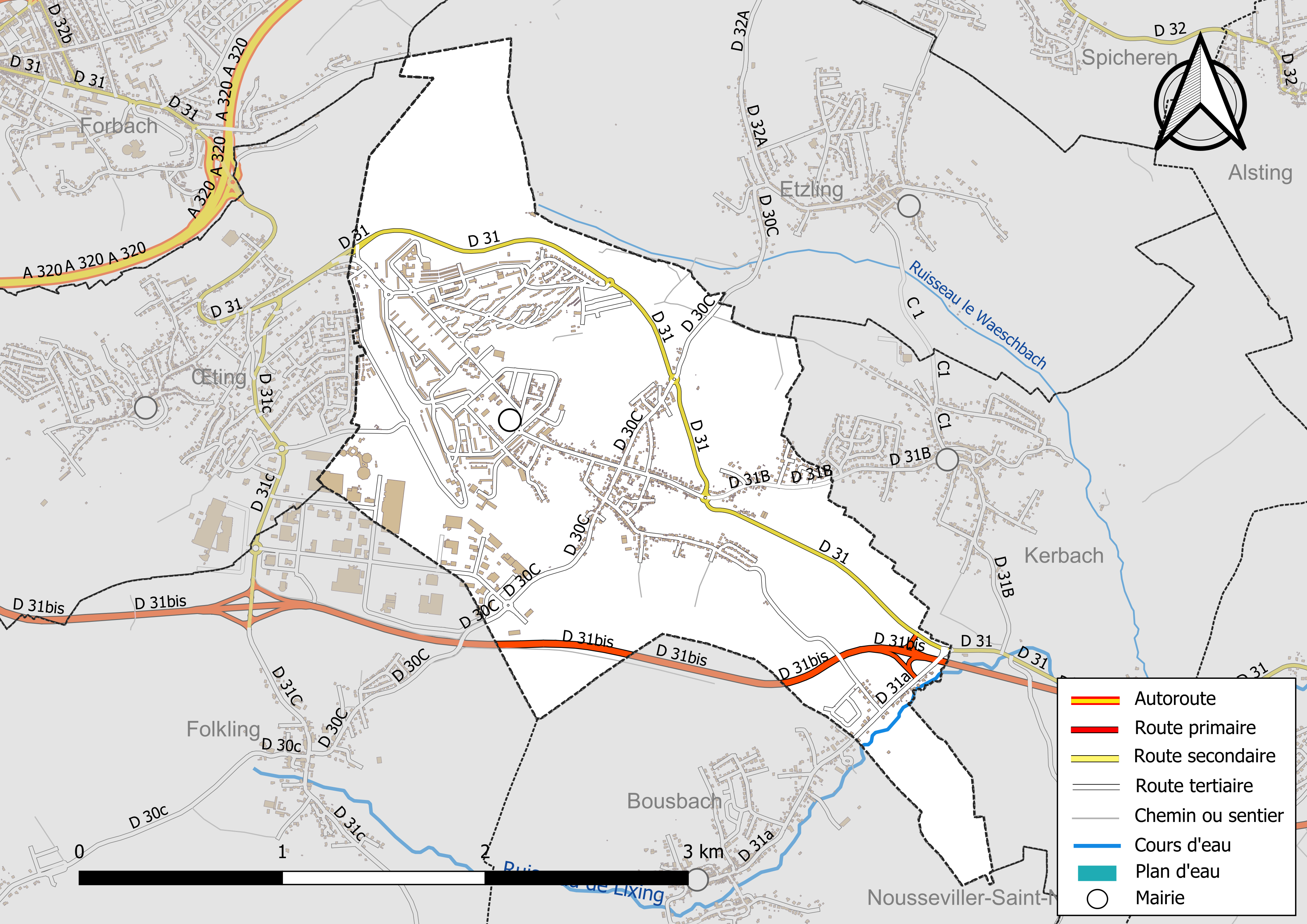
Behren-lès-Forbach - rețeaua hidrografică și rutieră

### Climă
În 2010, clima comunei era de tip montan, conform unui studiu al CNRS, bazat pe o serie de date aferente perioadei 1971-2000. În 2020, Météo-France a publicat o tipologie a climatului din Franța metropolitană, în care comuna este clasificată cu un climat semi-continental și se află în regiunea climatică Lorena, platoul Langres, Morvan, caracterizată printr-o iarnă aspră (1,5 °C), vânturi moderate și ceață frecventă în toamnă și iarnă.
Pentru perioada 1971-2000, temperatura medie anuală este de 9,4 °C, cu o amplitudine termică anuală de 17,2 °C. Cantitatea medie anuală de precipitații este de 975 mm, cu 12,6 zile de precipitații în ianuarie și 10 zile în iulie. Pentru perioada 1991-2020, temperatura medie anuală observată la stația meteorologică cea mai apropiată, situată în comuna Seingbouse la 10 km distanță în linie dreaptă, este de 10,5 °C, iar cantitatea medie anuală de precipitații este de 731,4 mm.
Pentru viitor, parametrii climatici estimati pentru comună, pentru anul 2050, conform diferitelor scenarii de emisii de gaze cu efect de seră, pot fi consultati pe un site dedicat publicat de Météo-France în noiembrie 2022.

## Urbanism

### Tipologie
La 1 ianuarie 2024, Behren-lès-Forbach este clasificată drept zonă de centură urbană, conform noii grile comunale de densitate în șapte niveluri, definită de INSEE (Institutul Național de Statistică și Studii Economice) în 2022. Ea aparține unității urbane Saarbrücken (GER)-Forbach (partea franceză), o aglomerație internațională care reunește 15 comune, dintre care face parte ca localitate de periferie. De asemenea, comuna face parte din zona metropolitană a orașului Forbach (partea franceză), fiind o comună din coroana acestei zone. Această zonă, care cuprinde 10 comune, este clasificată în categoria zonelor cu mai puțin de 50.000 de locuitori.

### Utilizarea terenului
Folosirea terenurilor din comună, așa cum reiese din baza de date europeană privind ocuparea biofizică a solurilor Corine Land Cover (CLC), este marcată de importanța teritoriilor agricole (45,3 % în 2018), în scădere față de 1990 (57,8 %). Distribuția detaliată în 2018 este următoarea: zone urbanizate (30,7 %), pajiști (26,2 %), păduri (13,7 %), zone agricole heterogene (13,1 %), zone industriale sau comerciale și rețele de comunicație (6,9 %), spații verzi artificializate, neagricole (3,4 %), terenuri arabile (3,2 %), culturi permanente (2,8 %). Evoluția ocupării terenurilor în comună și a infrastructurilor sale poate fi observată pe diferitele reprezentări cartografice ale teritoriului: harta Cassini (secolul XVIII), harta de stat-major (1820-1866) și hărțile sau fotografiile aeriene ale IGN pentru perioada actuală (1950 până în prezent).

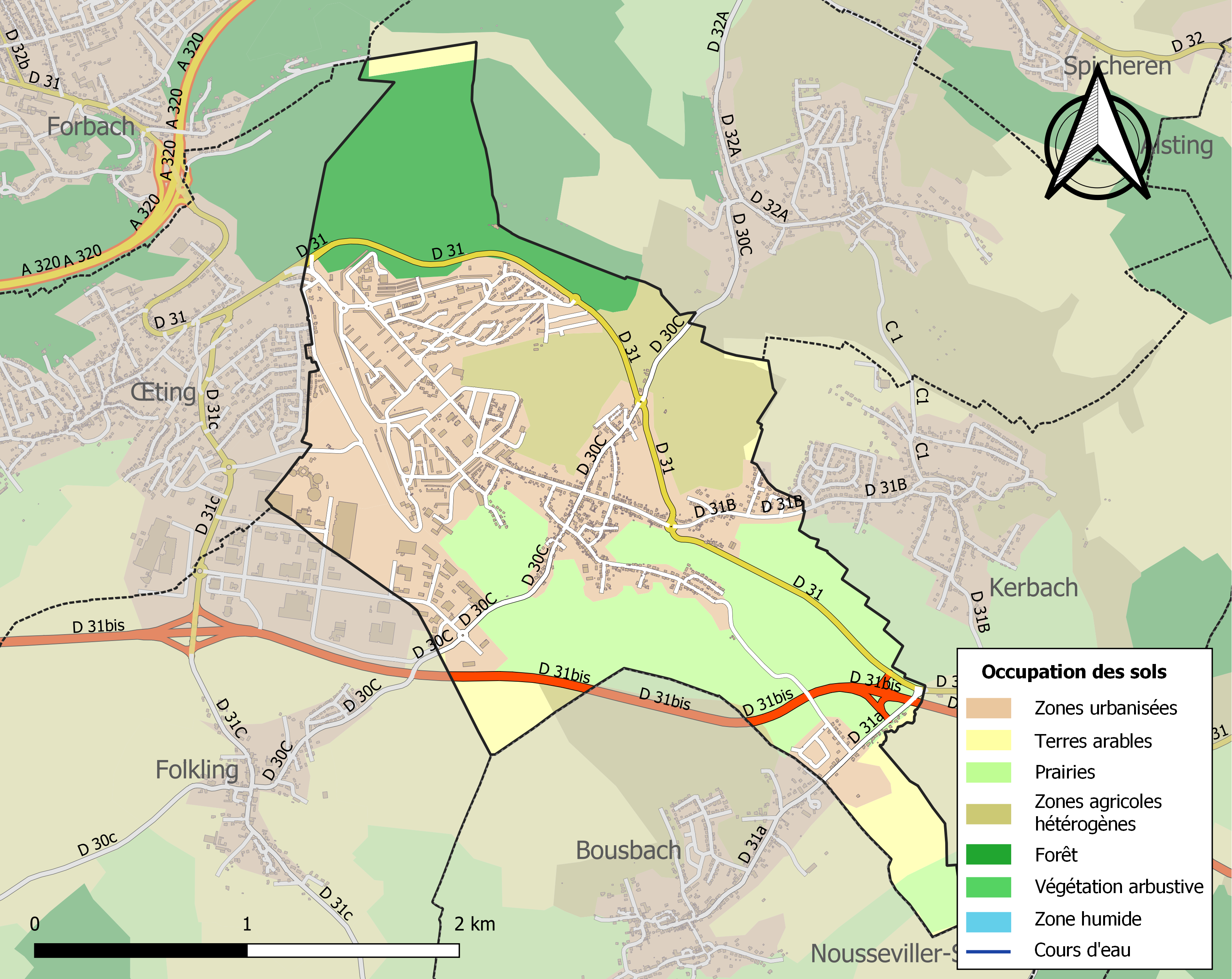
Harta infrastructurii și utilizării terenului a comunei în 2018 (CLC).

## Toponimie
Nume vechi: Bering (1577), Berien și Berren (1594), Beren (1618 – arh. ale casei de Wendel), Biren (1751), Beren sau Biren (secolul al XVIII-lea), Behren (1793), Behren-lès-Forbach (1926).
În francica lorenă: Bäre.

## Istorie
Aparținea fostei provincii Lorena, senioriei Forbach.
Behren-lès-Forbach este o fostă localitate minieră, menționată deja într-un document de la începutul secolului al XIV-lea, sub forma „Berne”. La acea vreme, satul aparținea, printre altele, senioriei Forbach, apoi cetății Sarreguemines. De-a lungul timpului, Behren a făcut parte fie din ducatul Lorena, fie din comitatul Nassau-Sarrebruck.
În secolul al XVII-lea, Războiul de Treizeci de Ani (1618–1648) nu a cruțat satul, care a fost ocupat de armata suedeză. În această perioadă tragică, castelele vecine din Forbach și Sarreguemines au fost distruse din ordinul cardinalului Richelieu.
Dezastrul războiului din 1870 a obligat Franța să cedeze Alsacia și Moselle Germaniei. Satul Kerbach-Behren a devenit astfel german. În această perioadă, regiunea s-a transformat într-un important bazin industrial, în special datorită minelor de cărbune. În timpul Primului Război Mondial, bărbații din Behren au luptat în armata germană, majoritatea pe frontul de est. Satul a redevenit francez prin Tratatul de la Versailles în 1919.
În 1927, Behren s-a separat definitiv de Kerbach, grație eforturilor primului său primar, Jean Weyland, și poartă de atunci numele de Behren-lès-Forbach.
La 1 septembrie 1939, satul a fost evacuat prin ordinul autorității militare (zona roșie a liniei Maginot). Pe jos, cu bicicleta, cu automobilul sau cu căruța, întreaga populație a pornit pe drumul spre Gaubiving (Folkling), care poartă astăzi numele de rue du 1er-septembre-1939. La Château-Salins, toți au urcat în trenuri spre departamentul Charente, cu excepția familiilor de mineri, care au fost trimise în diverse bazine carbonifere franceze (Pas-de-Calais, Saône-et-Loire). Avanposturile franceze se aflau pe înălțimile Kelsberg (lângă castelul de apă al cartierului) și Wingertsknopf. La 12 mai 1940, la ora 4 dimineața, germanii au deschis focul de artilerie asupra Behrenului. La 4:30, satul era în flăcări. La 5:30 a început atacul și la 8:30 satul era ocupat. La 17 februarie 1945, localitatea a fost în sfârșit eliberată, dar a plătit un preț greu: 80 % distrusă și cu patru locuitori pieriți.
După eliberare, viața și-a reluat cursul, iar bărbații s-au întors în mine. În 1956, Behren-lès-Forbach a devenit o mare zonă rezidențială pentru muncitori, proprietate a Houillères du Bassin de Lorraine (H.B.L). Noilor sosiți li s-au adăugat alții, iar micul sat de 700 de locuitori s-a transformat într-un oraș în plină expansiune, ajungând la 12.512 locuitori în 1968, înainte de a scădea la 6.571 locuitori în 2022. Majoritatea orașului este clasificată ca „cartier prioritar”, întrucât această zonă reunește 4.985 de locuitori în același an.

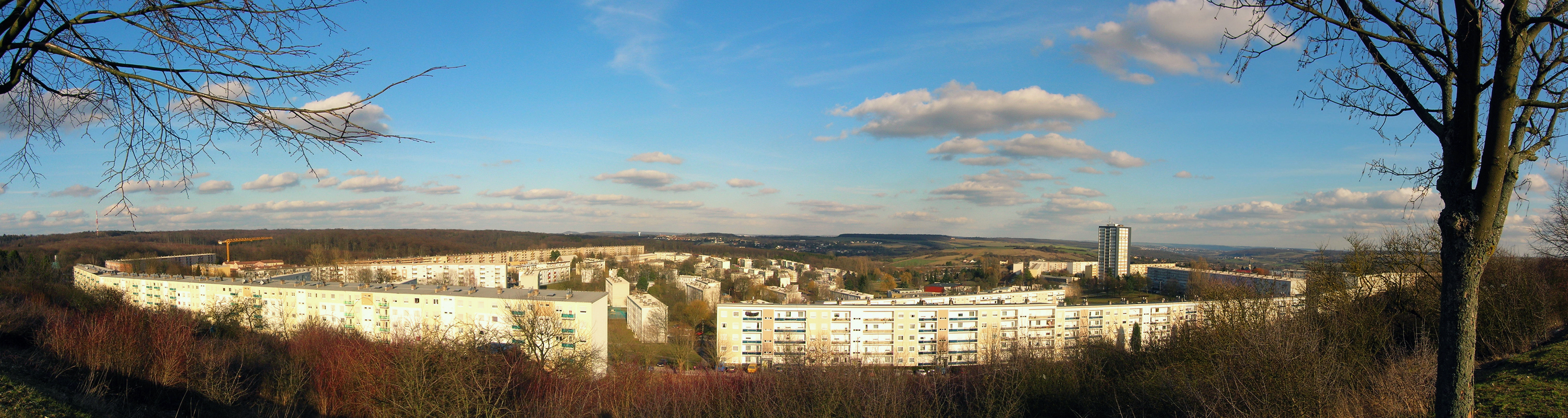
Vedere panoramică asupra cartierului Behren-lès-Forbach (dinspre rue du Petit-Bois).

### Distincție
Crucea de război 1939-1945 cu stea de bronz a fost decernată comunei la 11 noiembrie 1948.

## Populația și societatea

### Date demografice
Evoluția numărului de locuitori este cunoscută prin recensămintele populației efectuate în comună începând din 1793. Pentru comunele cu mai puțin de 10 000 de locuitori, un recensământ al întregii populații este realizat la fiecare cinci ani, populațiile legale pentru anii intermediari fiind estimate prin interpolare sau extrapolare.
În 2022, comuna număra 6 299 locuitori, în scădere cu -4,24 % față de 2016 (Moselle: +0,52 %, Franța fără Mayotte: +2,11 %).
| An        | 1793 | 1806 | 1936 | 1962   | 1982   | 2006  | 2014  | 2022  |
| --------- | ---- | ---- | ---- | ------ | ------ | ----- | ----- | ----- |
| Populație | 250  | 291  | 473  | 10 486 | 11 152 | 9 146 | 6 609 | 6 299 |

## Cultură locală și patrimoniu

### Locuri și monumente

#### Clădiri civile
- Behren-lès-Forbach dispune de 8 terenuri de pétanque și un boulodrom acoperit cu dimensiunile de 25 m pe 40 m[27].
- Palatul sporturilor.

#### Clădiri religioase
- Biserica Saint-Blaise, construită în 1910.
- Biserica Saint Jean Bosco, modernă, secolul al XX-lea.
- Biserica Notre-Dame, modernă, secolul al XX-lea, reamenajată ca Biblioteca Municipală Paul Bienvenu.
- Biserica luterană, pe strada Kelsberg, construită între 1960 și 1965.
- Biserica neo-apostolică, strada Sarreguemines.
- Moschee: Al-Nasr.
- Moschee: Ar-Rahmah.
- Moschee: Abou-Bakr.